# Campionato europeo di go per professionisti
Il Campionato europeo di go per professionisti (European Professional Go Championship) è un torneo di Go riservato a goisti professionisti. È organizzato annualmente dalla European Go Federation (EGF) a partire dal 2016, allo scopo di promuovere gli incontri tra goisti professionisti europei.
Le prime due edizioni si sono svolte a San Pietroburgo; le successive due edizioni si sono disputate in due diverse città (Vatra Dornei e Jena), mentre la quinta edizione è stata disputata online.

## 1º – San Pietroburgo 2016
La prima edizione è stata organizzata dall'EGF e dalla Federazione Russa di Go e si è disputata il 13 e 14 febbraio 2016 al Park Inn Radisson Pribaltijskaya. L'accesso alla manifestazione è stato aperto a tutti i goisti europei professionisti, qualunque fosse la federazione che li avesse dichiarati professionisti.
I primi due posti hanno dato diritto a partecipare alla Ing Cup 2016 in qualità di rappresentanti europei, il terzo posto ha dato diritto ad accedere alla Chunlan Cup.
Il torneo è stato vinto a punteggio pieno da Fan Hui 2p (della Federazione cinese), il secondo arrivato è stato Mateusz Surma 1p.

## 2º – San Pietroburgo 2017
La seconda edizione è stata riservata ai goisti professionisti con patentino dell'EGF, e si è disputata dall'8 al 10 febbraio 2017.
Dei sei goisti partecipanti, ben quattro sono arrivati primi a pari merito con 3 vittorie: Il'ja Šikšin 1p ha ottenuto il primo posto a discapito di Mateusz Surma 1p grazie ad appena un punto di SODOS.

## 3º – Vatra Dornei 2018
La terza edizione si è disputata a Vatra Dornei, Romania, dal 6 al 9 febbraio 2018, con un girone all'italiana tra i sette partecipanti. Pavol Lisy 1p e Il'ja Šikšin 2p hanno ottenuto entrambi 5 vittorie, ma Lisy ha avuto la meglio grazie alla vittoria nello scontro diretto.

## 4º – Jena 2019
La quarta edizione si è disputata a Jena, Germania, dal 6 al 8 marzo 2019, in concomitanza con il torneo di Jena: il torneo è stato disputato con un girone all'italiana tra i sei partecipanti. Artem Kachanovskyi 1p è arrivato primo con 4 vittorie, mentre Il'ja Šikšin 2p, Mateusz Surma 2p e Andrii Kravets 1p sono arrivati secondi a pari merito.

## 5º – online 2020
La quinta edizione si è disputata online sul server Pandanet, dal 24 al 27 settembre 2020: il torneo è stato disputato con un girone all'italiana tra gli otto partecipanti. Il'ja Šikšin 3p è arrivato primo con 6 vittorie.

## 6º – online 2023
La sesta edizione si è disputata online sul server Online Go Server, dal 21 al 25 giugno 2023. Sono stati formati due gironi da quattro goisti ciascuno, con un sistema a doppia eliminazione: dopo il primo turno, si affrontano i due vincenti e i due sconfitti, chi vince i primi due incontri si qualifica alla fase finale e chi li perde viene eliminato; il terzo turno vede affrontarsi i due goisti con una vittoria e una sconfitta, e si qualifica alla fase finale chi vince. I due qualificati per girone si affrontano in un torneo a eliminazione diretta con finale e finalina. Il polacco Mateusz Surma 2p, vincitore del girone B, ha sconfitto in finale il finlandese Antti Tormanen 1p (professionista per la federazione giapponese), vincitore del girone A; terzo è arrivato l'israeliano Ali Jabarin 2p, secondo nel girone A, quarto il polacco Stanislaw Frejlak 1p, secondo nel girone B.

## 7º – Amburgo 2024
La settima edizione del Campionato, intitolata «Tsinghua Weiqi Foundation Cup», è stata disputata ad Amburgo, al Friedrich-Ebert-Gymnasium, in contemporanea e negli stessi luoghi del Campionato europeo di go giovanile 2024. I sei professionisti partecipanti hanno disputato un girone all'italiana, seguiti da due spareggi, per il primo e secondo posto e per il terzo e quarto posto. Il polacco Mateusz Surma ha difeso il suo titolo, vincendo quattro incontri su cinque nel girone (sconfitto solo dall'ucraino Artem Kachanovskyi) e sconfiggendo nello spareggio l'ucraino Andrii Kravets.

## Albo d'oro
| Edizione | Anno | Luogo           | Vincitore             | Secondo posto                                      |
| -------- | ---- | --------------- | --------------------- | -------------------------------------------------- |
| 1        | 2016 | San Pietroburgo | Fan Hui 2p            | Mateusz Surma 1p                                   |
| 2        | 2017 | San Pietroburgo | Il'ja Šikšin 1p       | Mateusz Surma 1p                                   |
| 3        | 2018 | Vatra Dornei    | Pavol Lisy 1p         | Il'ja Šikšin 2p                                    |
| 4        | 2019 | Jena            | Artem Kachanovskyi 1p | Il'ja Šikšin 2p Mateusz Surma 2p Andrii Kravets 1p |
| 5        | 2020 | online          | Il'ja Šikšin 3p       | Ali Jabarin 2p Mateusz Surma 2p Andrii Kravets 1p  |
| 6        | 2023 | online          | Mateusz Surma 2p      | Antti Tormanen 1p                                  |
| 7        | 2024 | Amburgo         | Mateusz Surma 3p      | Andrii Kravets 1p                                  |